# آلوین اپستین
آلوین اپستین (انگلیسی: Alvin Epstein; ۱۴ مهٔ ۱۹۲۵ – ۱۰ دسامبر ۲۰۱۸) بازیگر اهل ایالات متحده آمریکا بود.